# Mars Williams
Mars Williams (Elmhurst, 29 maggio 1955 – 20 novembre 2023) è stato un sassofonista, clarinettista e musicista statunitense.

## Biografia
Cresciuto con la musica da big band e dixieland dal padre che suonava la tromba, Williams suonò il clarinetto classico per dieci anni, passando poi al sassofono nel suo ultimo anno di liceo, citando l'influenza di Eric Dolphy, John Coltrane e Charlie Parker. Frequentò la De Paul University e poi l'Association for the Advancement of Creative Musicians dove studiò sotto i fondatori Anthony Braxton e Roscoe Mitchell. Nel 2004 venne scelto dal Moers Festival come ospite.
Williams fu musicista, orchestratore e arrangiatore per gruppi come The Waitresses e The Psychedelic Furs, che accompagnò per un solo mese nel 1983 nel tour australiano, poiché indisposto il sassofonista Gary Windo. Dopo un giro di concerti di successo e lo scioglimento dei Waitresses, gli Psychedelic Furs gli chiesero di rimanere come membro permanente, cosa che fece fino al 1989 e successivamente rientrò nel 2005. Si esibì anche con Billy Idol, i Power Station, Billy Squier, Massacre, Ministry e Die Warzau.
Fece tournée e registrò con i Tentet di Peter Brötzmann, Vandermark 5, Cinghiale, Our Daughter's Wedding e gli Electroman di Mark Freeland, e fu il leader di diversi gruppi jazz, come Liquid Soul, NRG Ensemble, Witches & Devils, Slam e XmarsX. Fu attivo nella scena underground jazz di improvvisazione di Chicago sia individualmente che come membro del quartetto Extraordinary Popular Delusions.

## Discografia

### Come leader o co-leader
- Eftsoons (Nessa, 1981 [1985]) con Hal Russell
- Cinghiale: Hoofbeats of the Snorting Swine (Eight Day, 1996) con Ken Vandermark
- Witches & Devils: At the Empty Bottle (Knitting Factory, 2000)
- Moments Form (Idyllic Noise, 2013)

Con i Boneshaker (Mars Williams, Paal Nilssen-Love, Kent Kessler)
- Boneshaker (Trost, 2012)
- Unusual Words (Soul What, 2014)
- Thinking Out Loud (Trost, 2017)
- Fake Music (Soul What, 2019)

Con gli NRG Ensemble
- Calling All Mothers (Quinnah, 1994)
- This Is My House (Delmark, 1996)
- Bejazzo Gets a Facelift (Atavaistic, 1998)

Con i Liquid Soul
- Liquid Soul (1995)
- Make Some Noise (1998)
- Here's the Deal (2000)
- Evolution (2002)
- One-Two Punch (2006)

### Come musicista ospite
Con Harrison Bankhead
- Morning Sun/Harvest Moon (Engine, 2011)
- Velvet Blue (Engine, 2013)

Con Hal Russell / NRG Ensemble
- Elixir (Atavistic, 1979 [2001])
- Hal on Earth (Abduction, 1989)
- The Finnish/Swiss Tour (ECM, 1991)
- The Hal Russell Story (ECM, 1993)

Con Ken Vandermark
- Standards (Quinnah, 1995)
- Barrage Double Trio: Utility Hitter (Quinnah, 1996)
- Vandermark 5: Single Piece Flow (Atavistic, 1997)
- Vandermark 5: Target or Flag (Atavistic, 1998)

Con The Swollen Monkeys
- Afterbirth of the Cool  (Cachalot, 1981) produced by Hal Willner